# ثانا لاي
ثانا لاي (بالإنجليزية: Thanhha Lai)‏‏ (1965  -  )؛ كاتِبة، وروائية، وكاتبة للأطفال من الولايات المتحدة.